# Prays sparsipunctella
Prays sparsipunctella is een vlinder uit de familie Praydidae. De wetenschappelijke naam van de soort werd in 1924 gepubliceerd door Turati.